# Stephan von Sydow
Stephan von Sydow (* 2. April 1857 in Beyditten, Kreis Friedland in Ostpreußen; † 1919) war ein preußischer Verwaltungsbeamter.

## Leben
Stephan von Sydow wurde geboren als Sohn des Rittergutsbesitzers Gustav von Sydow und der Valeska geb. von Sydow. Nach dem Besuch des Kneiphöfischen Gymnasiums in Königsberg studierte er an der Rheinischen Friedrich-Wilhelms-Universität Bonn und der Friedrich-Wilhelms-Universität Berlin Rechts- und Staatswissenschaften. 1877 wurde er Mitglied des Corps Borussia Bonn. Nach dem Studium trat er in den preußischen Staatsdienst ein. Von 1892 bis 1907 war er Landrat des Landkreises Neustadt O.S. in der Provinz Schlesien. Danach wechselte er zur Bezirksregierung Köslin in der Provinz Pommern, wo er Oberregierungsrat wurde. Von Sydow starb unverheiratet.